# Gregorio Harriet
Gregorio Harriet, de son nom complet Gregorio Muro Harriet, né le  13 mai 1954 à Saint-Sébastien, est un scénariste de bande dessinée espagnol. Il a parfois signé sous le nom de Muro.

## Œuvre

### Bande dessinée
- La Marque de la sorcière, scénario de Gregorio Harriet (sous le nom de Muro pour le premier tome), dessins de Daniel Redondo
  1. La Marque de la sorcière, Dargaud, collection Histoires fantastiques, 1985  (ISBN 2-205-03097-3)
  2. La Louve, Dargaud, collection Histoires fantastiques, 1986  (ISBN 2-205-03288-7)
  3. Le Roi des coqs, Dargaud, collection Histoires fantastiques, 1988  (ISBN 2-205-03504-5)
  4. L'Ange déchu, Dargaud, collection Histoires fantastiques, 1990  (ISBN 2-7316-0801-3)
  5. L'Inquisiteur, Soleil Productions, collection Soleil noir, 1992  (ISBN 2-87764-101-5)
- Justin Hiriart, scénario de Gregorio Harriet, dessins de Francisco Fructuoso, Glénat
  1. Écume de sang, 1984  (ISBN 2-7234-0445-5)
  2. Le Voyage maudit, 1985  (ISBN 2-7234-0518-4)
  3. Le Secret, 1985  (ISBN 2-7234-0612-1)
  4. Le Brûlot, 1987  (ISBN 2-7234-0851-5)
  5. Le Navire de Satan, 1988  (ISBN 2-7234-0954-6)
- Simon Braslong, scénario de Gregorio Harriet, dessins de Luis Astrain, Glénat, collection Vécu
  1. Quand vient la mousson, 1988  (ISBN 2-7234-0916-3)
  2. La dernière chaîne, 1989  (ISBN 2-7234-1077-3)
  3. Le Testament, 1992  (ISBN 2-7234-1306-3)
- La Sueur du soleil, scénario de Gregorio Harriet, dessins de José Manuel Mata, Glénat, collection Vécu
  1. L'Indien d'Eldorado, 1988  (ISBN 2-7234-1001-3)
  2. La Perle de Cubagua, 1989  (ISBN 2-7234-1098-6)
  3. Le Peuple Jaguar, 1990  (ISBN 2-7234-1241-5)
  4. Les Marais de l'Anaconda, 1992  (ISBN 2-7234-1491-4)
  5. Le Serpent de sang, 1993  (ISBN 2-7234-1509-0)
- Les Aventures de Yann et Mirka -  L'Expédition perdue, scénario de Gregorio Harriet, dessins de Daniel Redondo, La Litote, 1986  (ISBN 2-905842-00-8)
- Fripons, Les Humanoïdes Associés
  1.  Été fripon, scénarios de Patrick Cauvin, Caza, Igort, Gregorio Harriet, Alex Varenne, Denis Frémond, Guy Vidal, Daniel Ceppi, Max Cabanes, Louis Rétif, Annie Goetzinger, Thierry Smolderen et Jean-Pierre Gibrat, dessins de Max Cabanes, Igort, Florenci Clavé, Philippe Marcelé, Alex Varenne, Jean-Pierre Gibrat, Denis Frémond, Daniel Redondo, Daniel Ceppi, Michel Blanc-Dumont et Annie Goetzinger, 1991  (ISBN 2-7316-0970-2)